# انجذاب جنسي

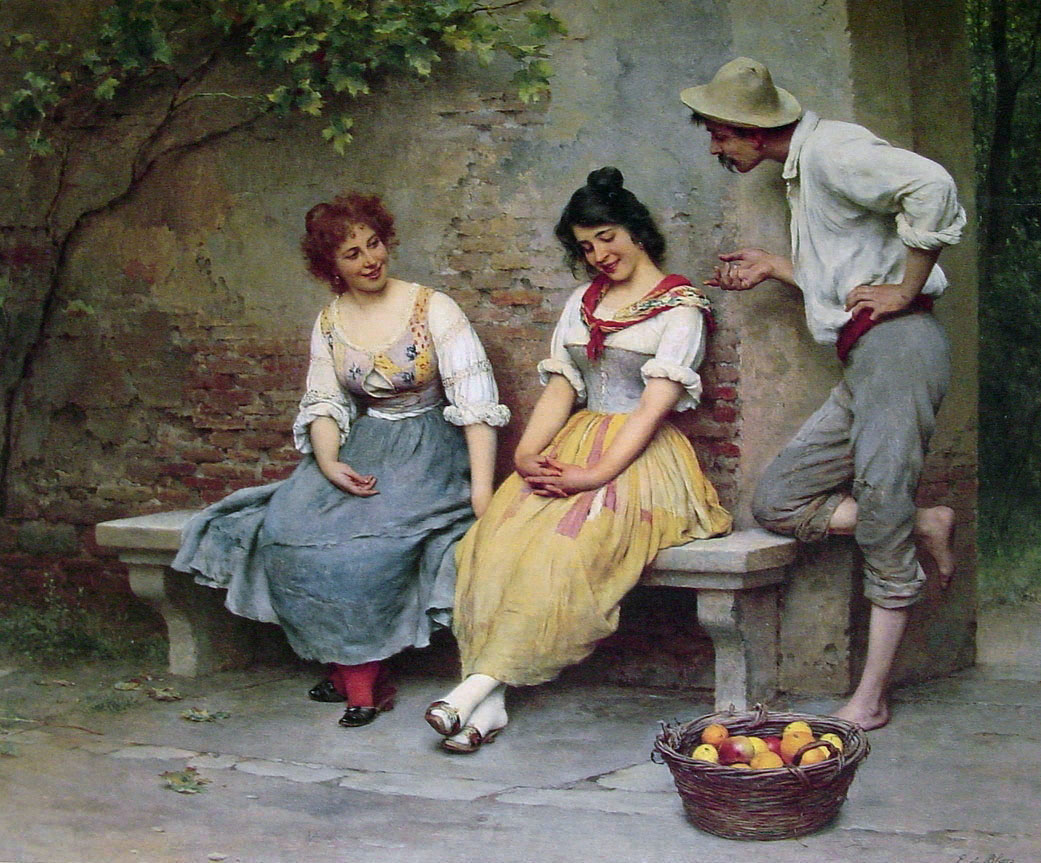
الانجذاب الجنسي (1904)، من رسم يوجين ذا بلاس

الانجذاب الجنسي (بالإنجليزية: Sexual attraction) هو انجذاب يحدث بين جميع أنواع الكائنات الحية ومنها البشر بغرض ممارسة الجنس، بحيث يتم التزاوج بين الكائنات للتناسل.

## في الإنسان
تختلف الأشياء الجذابة جنسيا في الإنسان باختلاف الثقافات والمناطق، ولكن أكثر ما يحدث الانجذاب الجنسي هي الأشياء الحسية خصوصا في بداية العلاقة مثل :
- البصر : كيف يبدو شكل الشخص وملبسه[3]
- الرائحة : كيف تبدو رائحة الشخص سواء كانت طبيعية أو اصطناعية، فالرائحة الغير مناسبة تكون طاردة جنسياً، لقد بحث العلماء البيولوجيون ووجدوا أن عامل الرائحة الطبيعية للجسم، عندما لا تضاف إليه روائح غريبة من الممكن أن يحتوي على فيرمونات الجنس (التي تستعمل كأحدى الوظائف على أنها رمز للانفتاح الجنسي). يمكن أن يشعروا النساء بفيرمونات الجنس أكثر من الرجال، من ناحية أخرى، حتى الرجال ينجذبون إلى النساء عندما تكون رائحة جسدهن الطبيعية والصافية، بانسجام جيد مع رائحة العطر الخاصة بهن.[4]
- الصوت: كيف يبدو صوت الشخص أو صوت حركته.[5]
- المظهر الخارجي: فالرجال بشكل خاص والنساء يتأثرون بشكل كبير بالمظهر الخارجي، الذي يولد لديهم الانجذاب الجنسي، و السبب في ذلك لأنه يزيد من الغريزة الجنسية، وبهذا يزيد المتعة المترتبة عن الجنس.[6]

## في الحيوانات
في عالم الحيوان نجد أن الذكور من عائلة الثدييات، يتأثرون فقط  بالرائحة التي تفرزها الأنثى في فترة الشبق. حيث أنهم لا يعيرون الانتباه للمظهر التي تظهر به، بينما الإناث يتأثرن عادة بالمظهر الخارجي للذكور. يتطرقون إلى حجمهم، لونهم، لقرونهم، لقدرة التودد لديهم، ولقوتهم في القتال ضد الذكور الاخرين. كل ذلك، حتى تقبل بعملية التزاوج معهم.